# Mabini (Davao de Oro)
Mabini is een gemeente in de Filipijnse provincie Davao de Oro op het eiland Mindanao. Bij de laatste census in 2007 had de gemeente ruim 35 duizend inwoners.

## Geografie

### Bestuurlijke indeling
Mabini is onderverdeeld in de volgende 11 barangays:
| - Anitapan - Cabuyuan - Cadunan - Cuambog - Del Pilar - Golden Valley | - Libodon - Pangibiran - Pindasan - San Antonio - Tagnanan |

## Demografie
Mabini had bij de census van 2007 een inwoneraantal van 35.308 mensen. Dit zijn 3.250 mensen (10,1%) meer dan bij de vorige census van 2000. De gemiddelde jaarlijkse groei komt daarmee uit op 1,34%, hetgeen lager is dan het landelijk jaarlijks gemiddelde over deze periode (2,04%). Vergeleken met de census van 1995 is het aantal mensen met 5.760 (19,5%) toegenomen.

De bevolkingsdichtheid van Mabini was ten tijde van de laatste census, met 35.308 inwoners op 400 km², 88,3 mensen per km².